# 뉴위톈
뉴위톈(중국어: 牛雨田, 1984년 12월 27일 톈진시 ~ )은 중국의 바둑 기사이다.

## 약력
- 1996년 입단
- 2004년 6단 승단
- 2009년 7단 승단
- 2010년 제2회 비씨카드배 8강
- 2012년 제4회 비씨카드배 16강, 17회 LG배 세계기왕전 32강, 제1회 바이링배 16강
- 2013년 삼성화재배 32강